# Horst (Geologie)

Horst-Graben-Struktur in einer Dehnungszone

Ein tektonischer Horst ist eine Scholle (daher auch Horstscholle), die zwischen annähernd parallelen Verwerfungen relativ zu den benachbarten Schollen herausgehoben wurde.

## Wortherkunft
Horst ist in der frühen Bergmannsprache für Verwerfungen in einem Flöz nachgewiesen. Es steht wohl in Bedeutungsnähe zum „Horst“ als Moorhügel.

## Entstehung
Die Auf- oder Abschiebungen, die den Horst längsseitig begrenzen, fallen von diesem weg. Horste treten stets zusammen mit Gräben auf. Diese Strukturen sind eines von mehreren typischen Phänomenen, die durch Dehnungstektonik hervorgerufen werden. Beispiele für Horst-Graben-Strukturen finden sich in Gebirgen, in denen bruchhafte Verformung dominiert, wie in Harz, Schwarzwald und Vogesen. Ein Beispiel regionalen Ausmaßes ist die Basin and Range Province im westlichen Nordamerika.
Je nach Entstehungsweise gibt es den Halbhorst, Inselhorst, Faltenhorst und Tafelhorst.

## Nachweise
1. 1 2  Hans Murawski, Wilhelm Meyer: Geologisches Wörterbuch. 12. Auflage, Spektrum, Heidelberg 2010, S. 74 (Stichwort Horst).
2. ↑  Horst. In: Jacob Grimm, Wilhelm Grimm: Deutsches Wörterbuch. S. Hirzel, Leipzig 1854–1960, nach Veith: Bergwörterbuch, S. 276. Abgerufen am 20. März 2012 bei dwb.uni-trier.de